# San Luis, Pampanga
San Luis (Bayan ng San Luis) är en kommun i Filippinerna. Kommunen ligger på ön Luzon, och tillhör provinsen Pampanga. Folkmängden uppgår till 41 554 invånare.

## Barangayer
San Luis är indelat i 17 barangayer.
| - San Agustin - San Carlos - San Isidro - San Jose - San Juan - San Nicolas - San Roque - San Sebastian - Santa Catalina | - Santa Cruz Pambilog - Santa Cruz Poblacion - Santa Lucia - Santa Monica - Santa Rita - Santo Niño - Santo Rosario - Santo Tomas |

## Bildgalleri

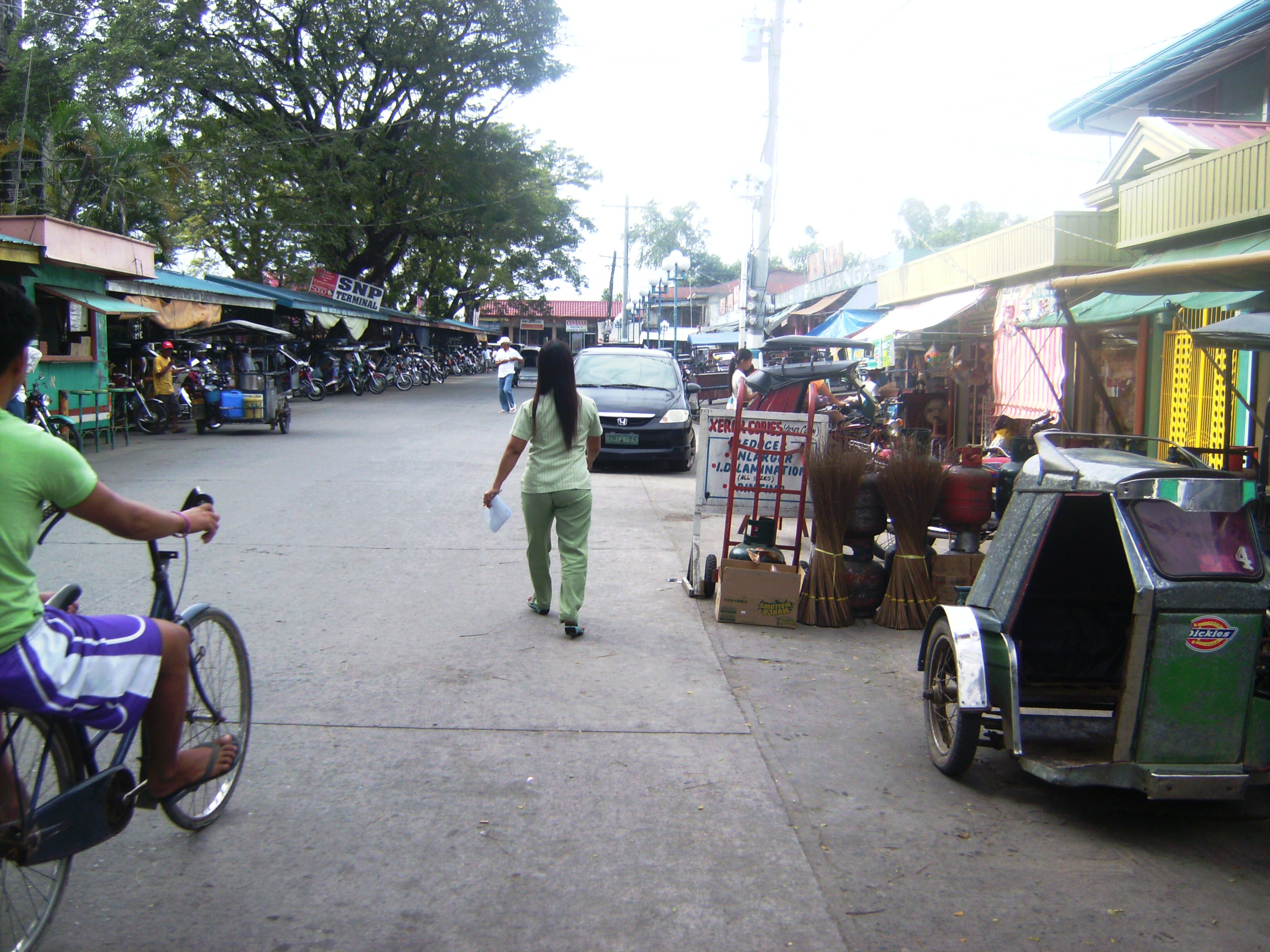
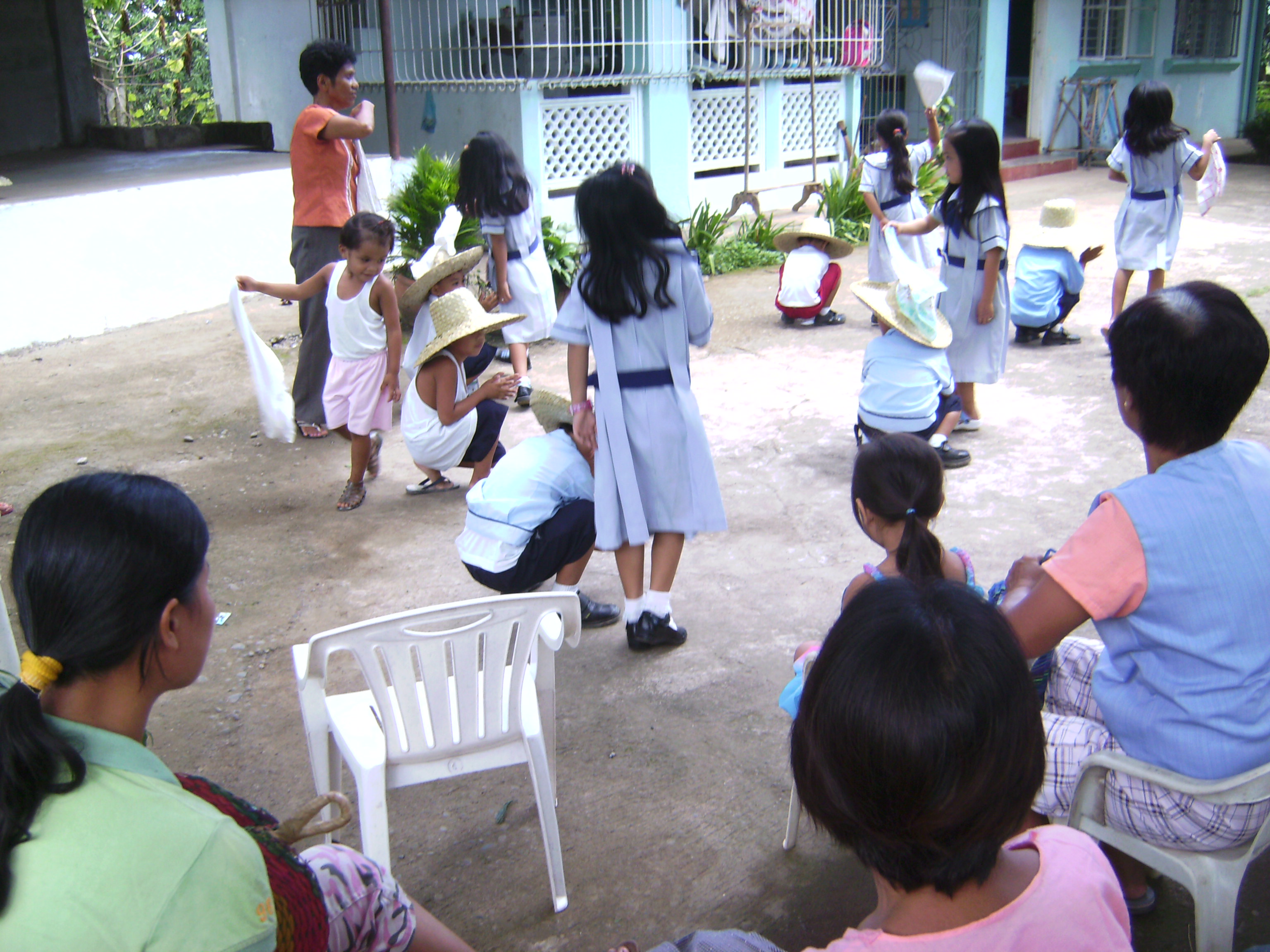
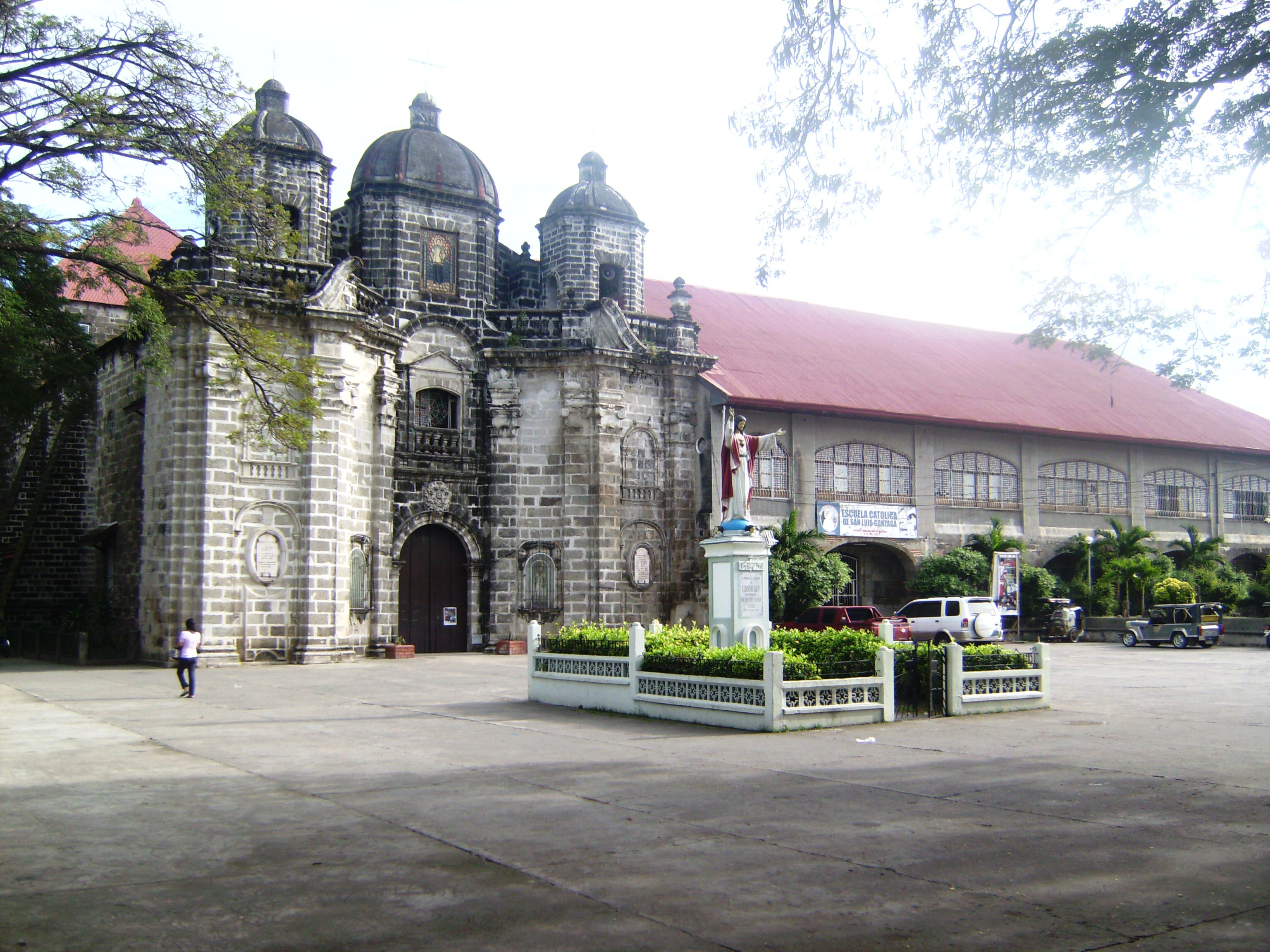